# محمد بن بريكة
محمد بن بريكة مفكر ومؤرخ جزائري متخصص بالتصوف الإسلامي.

## سيرته
أستاذ في تاريخ الجامعة الجزائرية إذ إلتحق بجامعة الجزائر بصورة دائمة وعمره22سنة،
يرجع نسبه إلى قبيلة البوازيد وهم أشراف حسنيون عمروا مدينة الدوسن ضاحية معروفة من عمالة بسكرة بالواحات الجزائرية.
نشا في بيت علم درج أفراده على حفظ القرآن والمتون وسلوك طريق التصوف كابرا عن كابر.
يعمل أستاذا محاضرا في التصوف والفلسفة الإسلامية بجامعة الجزائر.
حصل على شهادة دكتوراه الدولة في التصوف الإسلامي بتقدير مشرف جدا مع التهاني والتوصية بالطبع.
وقبل ذالك على شهادة المنهجية في البحث وشهادة الماجستيرفي نفس المبحث أي التصوف.
تولى مهام عديدة منها إدارة الدراسات ثم الدراسات العليا ثم رئاسة المجلس العلمي وعضوية اللجنة الوطنية لإصلاح برامج التعليم العالي ونيابة رئاسة اللجنة الوطنية للعلوم الإنسانية والإجتماعية،
تنصب نشاطات الدكتور محمد بن بريكة البوزيدي الحسني بالداخل والخارج على التعريف بالتصوف وأعلامه شرع في طبع موسوعة الحبيب للدراسات الصوفية التي تعتبر عملا رائدا بكل المقاييس ومنها أخذنا هذ التعريف الموجز لدكتورنا وأخانا العزيز أطال الله في عمره ونفع به ولكم سعدنا عندما إتصل به المنتدى فوجدنا عنده من الترحيب والتشجيع ما يؤكد فيه الأصل الشريف والعلم الوافر والخلق الكريم فليحفظه الله ويرعاه ويبلغه في العلم رتبا ودرجات بفضل جده محمد صلى الله عليه وسلم
الدكتور محمد بن بريكة هو أستاذ أصول الدين في معهد الفلسفة بجامعة الجزائر. جمع في دراساته بين الفلسفة والتصوف وإختارته جامعة كولومبيا الأمريكية كرجل السنة في الجزائر في 2017 وتلقى عرضا للتدريس فيها منذ شهر مارس الفارط، لكنه يقول “أنا سعيد في الجزائر”.

## من التصوف
اسم الطائفة على إحدى الطوائف الإسلامية الثلاث هي السنة والشيعة والخوارج ونطلق اسم المذهب على المدرسة الفقهية التي لها إجتهاد في أحكام الدين (الفقه) ونطلق اسم الفرقة على الفرق الكلامية التي لها آراء في مجال العقائد كالأشعرية والمعتزلة والماتريدية… وإذا أردت أن تعرف رأيي في مصطلح الدولة الإسلامية فإني أقول لك أنه شعار براق تغري به المخابر الذكية أجيالنا التي تزج بها في الدماء والصراعات وتبعدها عن تعلم السلوك الرحيم وفهم مبادئ الإسلام الأخلاقية التي هي كما قال بعض العلماء “أقيموا القرآن في قلوبكم يقم على أرضكم”، ومعنى هذا الكلام إستقيموا تستقم أحوالكم بمختلف مظاهرها. والخلاف بين الصوفية والإسلام السياسي منهجي. فأهل السياسة يقولون أعطيني كرسيا أحكمك بالإسلام، وأهل التصوف يقولون أعطيني فردا أربيه فيصلح المجتمع كله. وبين النظرتين مساحة أعرض من الصحراء.